# اگواران
اگواران (به اسپانیایی: Aguarón) یک شهرستان در اسپانیا است که در استان ساراگوسا واقع شده‌است.